# Nontronnais
Pour les articles homonymes, voir Périgord vert.
Le Nontronnais est une région naturelle de France située au nord du département de la Dordogne, dans la région administrative Nouvelle-Aquitaine . Elle correspond à la région autour de Nontron avec cette ville au centre. Jules Verne l'a baptisée « Périgord Vert », nom qui a été repris par les organismes touristiques pour désigner la région touristique du Périgord vert. Celle-ci correspond à un espace plus grand que le Nontronnais.

## Géographie
Le Nontronnais se trouve à la limite de deux formations géologiques. La limite du  socle granitique : la ville de Nontron, le territoire au nord et à l'est de la ville et le sol argilo-calcaire de la vallée du Bandiat à partir de Nontron.

### Situation
Le Nontronnais, est situé au nord du département de la Dordogne et correspond en gros à la communauté de communes du Périgord vert nontronnais et la communauté de communes du Haut-Périgord. Il est entouré au nord par le Pays de la Vienne (dans le département de la Haute-Vienne), à l'est par le Pays d'Uzerche et le Pays de Brive, au sud par le Périgord noir et le Ribéracois et à l'ouest par le Pays d'Horte et Tardoire.

### Micro-pays
Le Nontronnais compte quatre micro-pays : 
- Le pays de Bussière-Badil
- Le pays de Thiviers
- Le pays de Jumilhac
- Le pays de Lanouaille

### Liste des communes
Sur la base de la géologie et de la géomorphologie, le Nontronnais ou Périgord vert est constitué des communes suivantes : Abjat-sur-Bandiat, Angoisse, Anlhiac, Augignac, Le Bourdeix, Busserolles, Bussière-Badil, Chalais, Champniers-et-Reilhac, Champs-Romain, Clermont-d’Excideuil (partie), La Coquille, Dussac, Etouars, Firbeix, Génis, Jumilhac-le-Grand, Lanouaille, Mialet, Milhac-de-Nontron (partie), Nantheuil, Nanthiat, Nontron (partie), Payzac, Piégut-Pluviers, Preyssac-d’Excideuil, Saint-Barthélemy-de-Bussière, Saint-Cyr-les-Champagnes, Saint-Estèphe, Saint-Jory-de-Chalais, Saint-Martin-de-Fressengeas (partie), Saint-Martin-le-Pin (partie), Saint-Médard-d’Excideuil (partie), Saint-Mesmin, Saint-Pardoux-la-Rivière (partie), Saint-Paul-la-Roche, Saint-Pierre-de-Frugie, Saint-Priest-les-Fougères, Saint-Romain-et-Saint-Clément (partie), Saint-Saud-Lacoussière, Saint-Sulpice-d’Excideuil, Salagnac (partie), Sarlande, Sarrazac, Savignac-Lédrier, Savignac-de-Nontron, Thiviers (partie).
Bien qu'elles soient habituellement rattachées au Périgord blanc, on peut éventuellement y adjoindre les communes suivantes, appartenant géologiquement au bassin de Brive : Badefols-d’Ans, Beauregard-de-Terrasson, Boisseuilh, La Chapelle-Saint-Jean, Châtres, Cherveix-Cubas (partie), Coubjours, Hautefort (partie), Le Lardin-Saint-Lazare, Nailhac (partie), Peyrignac, Saint-Rabier (partie), Sainte-Trie, Salagnac (partie), Teillots, Terrasson-Lavilledieu (partie), Villac.

### Distinction entre la région naturelle et la région touristique
C'est Jules Verne qui, le premier, a donné à ce pays traditionnel le nom de Périgord vert. Cette idée lui est venue en admirant les couleurs vertes des bois et des prairies qui composent ses paysages. Depuis, le département de la Dordogne a repris ce nom pour dénommer sa région touristique nord. Celle-ci, outre le Nontronnais, couvre une petite partie du nord du Périgord central ainsi que le Ribéracois, qui n'a pas la même géologie, ce dernier étant calcaire et appartenait au Périgord blanc.

### Topographie
Le Nontronnais occupe les contreforts du Massif central, ce qui lui a valu la qualification de Périgord limousin. Il présente un relief composé de plateaux ondulés dont l'altitude varie de 200 à 370 mètres. Les vallées de l'Auvézère, du Bandiat, de la Loue et de l'Isle les coupent par des gorges verdoyantes. Le climat, très arrosé (1 000 mm de précipitations par an), permet à la végétation de se développer abondamment. Celle-ci se compose  de châtaigniers, d'épicéas, de pins sylvestres, de fougères, de landes à bruyères, d'ajoncs ou de roseaux...

## Histoire
Jusqu'à la Révolution française les communes du nord de la Dordogne ne faisaient pas entièrement partie du Périgord. Les paroisses de l'archiprêtré de Nontron dépendaient du diocèse de Limoges. La grande majorité de ces paroisses sont devenues des communes du nouveau département de la Dordogne. Soit : Ajat, Augignac, Busseroles, Champniers et Reillac (devenu Reilhac-et-Champniers en 1805 puis Champniers-et-Reilhac en 1847), la Chapelle-Montmoreau, Connezac, Javerlhac, Saint-Robert (depuis 1823 Javerlhac-et-la-Chapelle-Saint-Robert) Millac, Nontron, Nontronneau, Pluviers, Quinsac, Romain, Saint-Angel, Saint-Barthélemy, Saint-Etienne, Saint-Front-de-la-Rivière, Saint-Martial, Saint-Martin-le-Peint, Saint-Pardoux, Saint-Saud, Teyjac et Varaigne.
Certains auteurs récents limitent le Nontronnais à l'actuelle Communauté de communes du Périgord vert nontronnais.

## Lieux et monuments
- Église Notre-Dame-de-la-Nativité de Bussière-Badil
- Château de Beauvais (Lussas-et-Nontronneau)
- Château de la Renaudie (Saint-Front-la-Rivière)
- Château Saulnier
- Roc Branlant
- Grotte de la Mairie à Teyjat
- Château de Frugie
- Château de Jumilhac
- Château de Mavaleix
- Château de Vieillecour